# سلك الدجاج

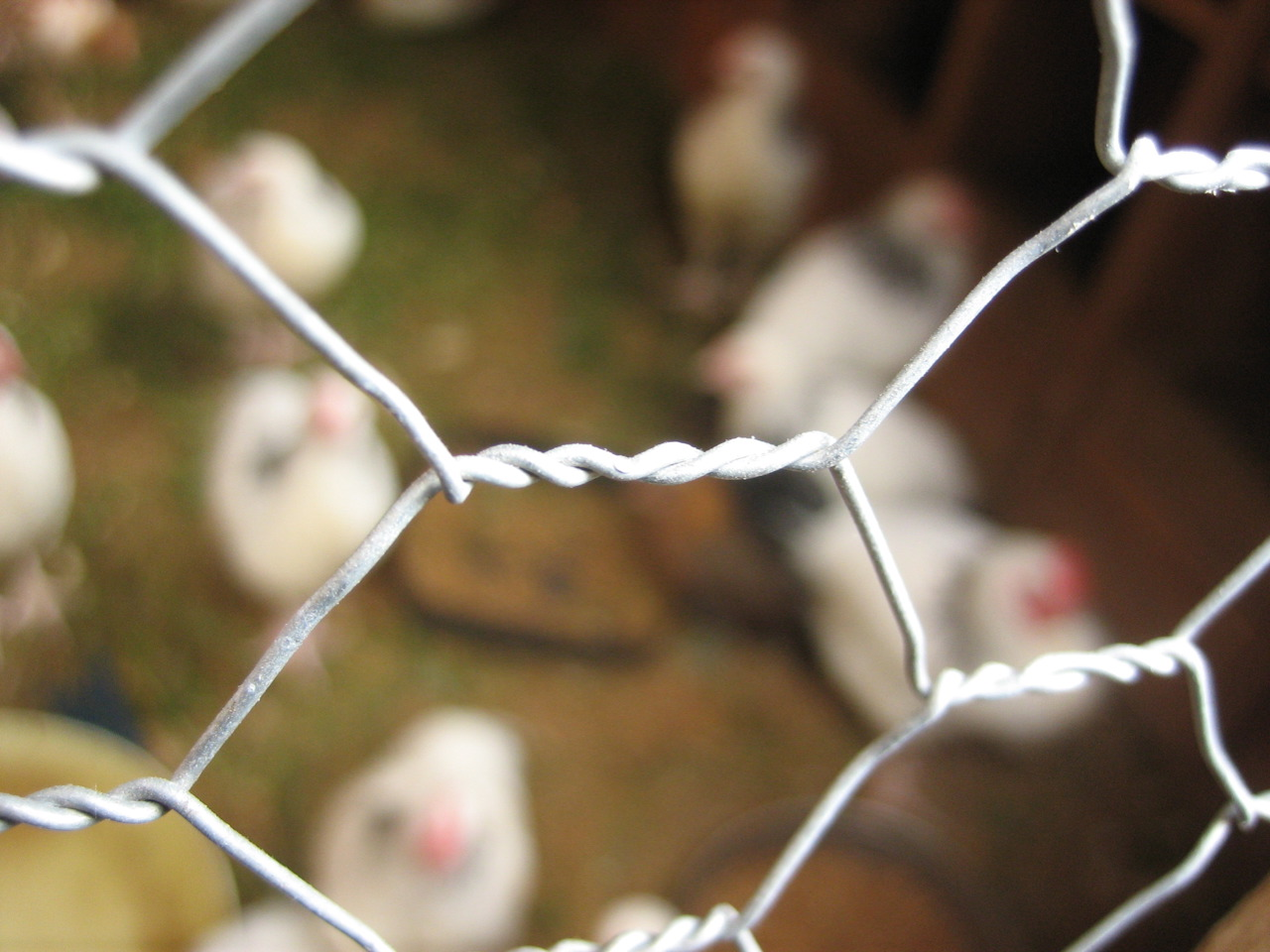
سلك الدجاج عن قرب في حظيرة

سلك الدجاج، أو شبك الدواجن، عبارة عن شبكة من الأسلاك تستخدم عادة لـ التسييج حول الطيور، مثل الدجاج، في الحظائر. وهي مصنوعة من أسلاك فولاذية مجلفنة رقيقة ومرنة ذات فجوات سداسية. متاح بأقطار 1 بوصة (حوالي 2.5 سم) ، 2 بوصة (حوالي 5 سم) و 1/2 بوصة (حوالي 1.3 سم) ، يتوفر سلك الدجاج بمقاييس مختلفة - عادة مقياس 19 (حوالي سلك 1 مم) إلى مقياس 22 (سلك حوالي 0.7 مم). يستخدم سلك الدجاج في بعض الأحيان لبناء زرائب رخيصة للحيوانات الصغيرة (أو لحماية النباتات والممتلكات من الحيوانات) على الرغم من أن رقة السلك المجلفن والزنك قد يكون غير مناسبا للحيوانات بأن يجرحها ولن يمنع الحيوانات المفترسة.
في البناء، يتم استخدام سلك الدجاج كقاعدة معدنية لحمل الأسمنت أو الزخرفة الجصية، وهي عملية تعرف باسم الجص. الخرسانة المسلحة بسلك الدجاج أو قماش الأجهزة تنتج تسليحا متنوع الأغراض. يمكن استخدامه أيضًا لصنع الدمى الورقية بابيير ماتش، عندما تكون هناك حاجة إلى قوة عالية نسبيًا.

## سلك الدجاج في التاريخ
قام تشارلز بارنارد، وهو تاجر بريطاني، ببناء أول آلة شبكية في العالم عام 1844. وقد بنى تصميمه على آلات نسج القماش. سرعان ما قامت الشركات التي تأسست في نورويتش، ببيع شبكات الأسلاك السلكية في جميع أنحاء العالم.
خلال الحرب العالمية الثانية، تم استخدام السلك الناعم المستخدم في صنع سلك الدجاج لصنع حصائر أرضية كبيرة من الأسلاك لأنظمة الرادار ، لمنع الانعكاسات العشوائية من الأرض غير المستوية أسفل الرادارات. تسبب تركيب هذه الأنظمة في نقص الأسلاك في جميع أنحاء المملكة المتحدة.

## إستخدامات أخرى

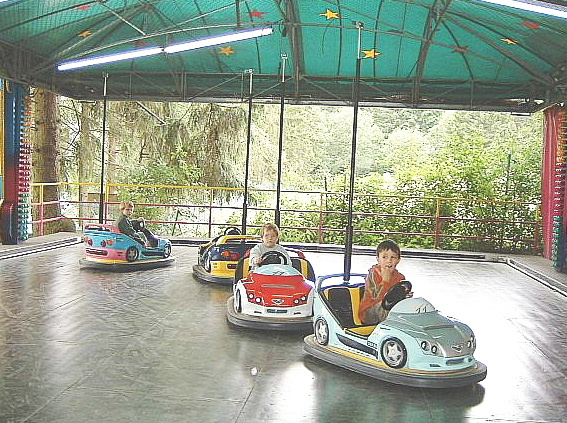
سكوتر للأطفال في مدينة ملاهي ألمانية بالقرب من شنورباد في تاونوس

في الكيمياء، غالبًا ما تتم مقارنة الجزيئات ذات حلقات الكربون المدمجة بسلك الدجاج - انظر سلك الدجاج (الكيمياء).
في الضوئيات ، يعتبر تأثير سلك الدجاج نمطًا سائدًا لخطوط النقل المنخفضة بين حزم متعددة الألياف في الألياف الضوئية المستخدمة لإقران أنبوب المكثف بمستشعر جهاز اقتران الشحنة. الخطوط يكون لها نمط مشابه لنمط سلك الدجاج.
في تصميم الأدوات الآلية، يمكن استخدام سلك الدجاج لحماية المستخدمين.
تم إكتشاف أن سلك الدجاج الذي يشيع استخدامه في البناء يحجب أو يضعف شبكات ال واي-فاي وشبكات نقل الترددات الخلوية وغيرها عن طريق إنشاء قفص فاراداي عن غير قصد.